# Lijst van voetbalinterlands Argentinië - Costa Rica
Deze lijst van voetbalinterlands is een overzicht van alle officiële voetbalwedstrijden tussen de nationale teams van Argentinië en Costa Rica. De landen speelden tot op heden acht keer tegen elkaar, te beginnen met een vriendschappelijke wedstrijd, die werd gespeeld op 6 maart 1956 in Mexico-Stad. Het laatste duel, eveneens een vriendschappelijke wedstrijd, vond plaats op 26 maart 2024 in Los Angeles (Verenigde Staten).

## Wedstrijden
| № | Plaats      | Datum            | Competitie        | Wedstrijd               | Uitslag |
| - | ----------- | ---------------- | ----------------- | ----------------------- | ------- |
| 1 | Mexico-Stad | 6 maart 1956     | Vriendschappelijk | Argentinië – Costa Rica | 4 – 3   |
| 2 | San José    | 8 maart 1960     | Vriendschappelijk | Costa Rica – Argentinië | 0 – 0   |
| 3 | San José    | 15 maart 1960    | Vriendschappelijk | Costa Rica – Argentinië | 0 – 2   |
| 4 | Mexico-Stad | 24 augustus 1975 | Vriendschappelijk | Argentinië − Costa Rica | 2 − 0   |
| 5 | San Juan    | 26 januari 2010  | Vriendschappelijk | Argentinië – Costa Rica | 3 – 2   |
| 6 | San José    | 29 maart 2011    | Vriendschappelijk | Costa Rica – Argentinië | 0 – 0   |
| 7 | Córdoba     | 11 juli 2011     | Copa América 2011 | Argentinië – Costa Rica | 3 – 0   |
| 8 | Los Angeles | 26 maart 2024    | Vriendschappelijk | Argentinië − Costa Rica | 3 − 1   |

## Samenvatting
| Competitie        | Totaal gespeeld | Winst Argentinië | Gelijk | Winst Costa Rica | Doelsaldo Argentinië – Costa Rica |
| ----------------- | --------------- | ---------------- | ------ | ---------------- | --------------------------------- |
| Copa América      | 1               | 1                | 0      | 0                | 3 − 0                             |
| Vriendschappelijk | 7               | 5                | 2      | 0                | 14 − 6                            |
| Totaal            | 8               | 6                | 2      | 0                | 17 − 6                            |

Wedstrijden bepaald door strafschoppen worden, in lijn met de FIFA, als een gelijkspel gerekend.

## Details

### Eerste ontmoeting
| Vriendschappelijk (Mexico-Stad, Mexico, 6 maart 1956):               |       |                                                             |
| Argentinië                                                           | 4 – 3 | Costa Rica                                                  |
| Humberto Maschio 27' Omar Sívori 60' Omar Sívori 79' Omar Sívori 85' | goals | 3' Álvaro Murillo 42' (e.d.) Federico Vairo 48' Jorge Monge |

### Tweede ontmoeting
| Vriendschappelijk (San José, Costa Rica, 8 maart 1960): |       |            |
| Costa Rica                                              | 0 – 0 | Argentinië |
|                                                         | goals |            |

### Derde ontmoeting
| Vriendschappelijk (San José, Costa Rica, 15 maart 1960): |       |                                         |
| Costa Rica                                               | 0 – 2 | Argentinië                              |
|                                                          | goals | ??' Ermindo Onega ??' Edgardo d'Ascenzo |

### Vijfde ontmoeting
| Vriendschappelijk (San Juan, Argentinië, 26 januari 2010): |              | |
| Argentinië | 3 – 2        | Costa Rica |
| José Sosa 10' Guillermo Burdisso 17' Franco Jara 78' | goals        | 20' Michael Barrantes 76' Diego Madrigal |
| Diego Maradona | bondscoach   | Rónald González |
| Christian Campestrini Clemente Rodríguez Luciano Monzón Carlos Matheu 5' Guillermo Burdisso José Sosa Juan Mercier 68' Walter Erviti 46' Nicolás Gaitán 46' Martín Palermo 73' Gabriel Hauche 61'                                           | opstellingen | Keylor Navas Bryan Oviedo Esteban Maitland Dario Delgado Douglas Sequeira 46' Esteban Granados Cristian Gamboa 68' Michael Barrantes 61' Juan Monge 58' Daniel Jiménez Marco Ureña |
| Matías Caruzzo 5' Federico Insúa 46' Enzo Pérez 46' Franco Jara 61' Franco Razzotti 68' Mauro Boselli 73' | wissels      | 46' Diego Madrigal 58' Argenis Fernandez 61' Diego Estrada 68' Juan Guzmán |
| Matías Caruzzo 19' | gele kaarten | 50' Bryan Oviedo |
| - Debuut van Guillermo Burdisso, Franco Jara, Juan Mercier en Carlos Matheu voor Argentinië. - Debuut van Argenis Fernández, Juan Guzmán, Juan Diego Monge, Bryan Oviedo, Diego Madrigal, Cristian Gamboa en Diego Estrada voor Costa Rica. |              | |

### Zesde ontmoeting
| Vriendschappelijk (San José, Costa Rica, 29 maart 2011): |              | |
| Costa Rica | 0 – 0        | Argentinië |
| | goals        | |
| Ricardo La Volpe | bondscoach   | Sergio Batista |
| Keylor Navas Bryan Oviedo 85' Gilberto Martínez Dennis Marshall Heiner Mora 78' Óscar Duarte Johnny Acosta Celso Borges 59' Christian Bolaños 76' Álvaro Saborio 88' Bryan Ruiz 67' | opstellingen | Mariano Andújar 46' Gabriel Milito Marcos Angeleri Marcos Rojo Ezequiel Garay 66' José Sosa 46' Javier Pastore Javier Mascherano Nicolás Gaitán Lucas Biglia 46' Éver Banega |
| David Guzmán 59' Michael Barrantes 67' Marco Ureña 76' César Elizondo 78' Pedro Leal 85' Josué Martínez 88'                                                                         | wissels      | 46' Nicolás Otamendi 46' Mario Bolatti 46' Fernando Belluschi 66' Eduardo Salvio                                                                                             |

### Zevende ontmoeting
| Copa América 2011 (Córdoba, Argentinië, 11 juli 2011): |              | |
| Argentinië | 3 – 0        | Costa Rica |
| Sergio Agüero 45' Sergio Agüero 53' Ángel Di María 64' | goals        | |
| Sergio Batista | bondscoach   | Ricardo La Volpe |
| Sergio Romero Pablo Zabaleta Nicolás Burdisso Gabriel Milito Javier Zanetti Ángel Di María 79' Javier Mascherano Fernando Gago Gonzalo Higuaín 79' Lionel Messi Sergio Agüero 85' | opstellingen | Leonel Moreira 46' Francisco Calvo Johnny Acosta José Salvatierra Heiner Mora Óscar Duarte Pedro Leal José Cubero Joel Campbell 46' Josué Martínez 57' César Elizondo |
| Lucas Biglia 79' Javier Pastore 79' Ezequiel Lavezzi 85' Ezequiel Garay Nicolás Pareja Marcos Rojo Esteban Cambiasso Éver Banega Carlos Tévez Diego Milito                        | wissels      | 46' Randall Brenes 46' Diego Madrigal 56' Luis Valle Minor Álvarez Danny Carvajal Kevin Fajardo Allen Guevara Jorge Gatgens Giuseppe Laneri Hanzel Araúz              |
| Gabriel Milito 21' Javier Zanetti 38' Lucas Biglia 90' Ezequiel Lavezzi 90' | gele kaarten | 45' Francisco Calvo 48' Óscar Duarte |